# Megyünk haza
A Megyünk haza Moesko Péter magyar író novelláskötete, első könyve. Megjelent 2019-ben a Szépmesterségek Alapítvány kiadásában.
A kötet néhány novellája korábban folyóiratban is már olvasható volt, esetleg Farkas Péter név alatt (ez a szerző eredeti neve). Amikor a könyv megjelent, az író már két éve Németországban élt.

## A kötetről
Az alig száz oldalnyi kötet kilenc novellát tartalmaz.
- Pótbúcsú – A lázas kisiskolás fiút anyja nem engedi el a búcsúba. Másnap a gyereket – akarata ellenére – kárpótolni igyekszik az elmaradt élményekért és felülteti az üres körhintára.
- Leginkább szükséged – Az apa tengerparti nyaralásra viszi fiát, elhunyt feleségének itt szórják el a hamvait. A parton mondja meg a gyereknek, hogy új élettársa van: Dénes, aki később valóban hozzájuk költözik.
- A kutya – Egy kutya váratlan halála ébreszti rá a 13 éves fiút, akit három hétre az apja vett magához (a szülők elváltak), hogy „te nem szeretted ezt a kutyát”. Talán nem is csak a kutyáról van szó.
- Bontás – a kötet közepén helyett kapott novella. A Norvégiából hazalátogató férfi (Mécses Róbert) apja pár hete nyomorogva halt meg falusi házában. A férfinak már rég megszakadt vele a kapcsolata, és két itthoni testvérével is; anyjuk sok éve halott. Mécses Róbert konténereket rendel és hozzálát – ha nem is a kis ház újjáépítéséhez – egyelőre csak a romok eltakarításához. – „Ahhoz képest, hogy nagyon mélyről indul a történet, a kötet egyik legoptimistább darabja” – nyilatkozta maga az író.[1]
- Samu háza – A fiatal férfi bérbe vesz egy kis melléképületet, ahol korábban a tulajdonosnő kisfia, Samu lakott a nagymamával. A bérlemény olcsó, de a bérlőnek Samuval is foglalkoznia kell egy kicsit, mert anyuka erre nem nagyon képes.
- A szél – Külföldön egyedül élő felnőtt nő az elbeszélő (a novellák között az egyetlen női elbeszélő); meghívta látogatóba vidéken élő anyját, és most egy hőlégballonon ülve próbálja megértetni vele, aki egyébként semmi újdonságot nem tud már elfogadni, hogy terhes (mesterséges beültetéssel), és hogy „nincs apa”.
- A heg – Az agyvérzésen átesett nagyapjának járni segítő fiú egy sebhely történetét firtató ártatlan kérdésével az egész család életét régóta mérgező történetbe botlik.
- A második novella, a címadó Megyünk haza gimnazista hőse elkíséri anyját az orvoshoz, este már indulna is vissza a kollégiumba. Csakhogy az anyának felügyeletre van szüksége, közli az orvos. Elindulnak haza, de nem érnek oda: az anya megáll az autóval és szótlanul kiszáll. A gyerek a kocsiból nézi.
- A kötetzáró Szilveszter gimnazista fiúja, „a dagi” nem megy haza, hanem ellenkezőleg: otthonról szökik el (épp büntetésben van), hogy Pestre, osztálytársai szilveszteri bulijára menjen, de ő sem ér oda. Útközben leszáll a buszról, céltalanul őgyeleg, önmagát is sajnálja.

A két utóbbi történet teljesen eltérő, de a végük mégis összecseng és valahogy a kötet alaphangját adja:
- Megyünk haza, 16–17. o.:

„Iszonyú hideg van itt kinn. Anya! Fülelek. Semmit se hallok… Megnézem a mobilomat. Nagyon gyenge a térerő, de azért van. Kit hívjak fel? Legalább azt tudnám, nagyjából hol vagyunk. Muszáj megtalálnom anyámat.”
- Szilveszter, 95–96., a könyv utolsó sorai:

„Fülelek, hogy történik-e még bármi, de fagyos csend vesz körül. Próbálom megtippelni, hol lehetek… Előveszem a telefonomat és meglepődve látom, hogy van térerő. Nem fogadott hívás viszont nincs. Leülök a hóba, aztán hamarosan hanyatt is fekszek… A csillagokat figyelem, és közben fülelek, hátha az utcáról vagy valamelyik környező településről ideszűrődik valami ünnepi zsivaj. Nem hallok semmit.”

## Fogadtatása
A kötet 2020-ban elnyerte a Merítés-díjat, valamint felkerült a 2019-es Margó-díj hármas shortlistjére.
A Pótbúcsú című novella megjelent a kanadai Antigonish Review 201-202. lapszámában, Marietta Morry és Walter Burgess fordításában.

### Recenziók
- Bak Róbert (ekultura.hu/): „Moesko Péter kimondottan életszagú, szikár és realista történetei jelen pillanatban egy kimondottan ígéretes pályát sejtetnek, és ha ez még nem is Carver vagy Askildsen szintje, de a Megyünk haza már most több, mint egy ígéretes első kötet, egy igazán kőkemény és minőségi olvasmány. Az év egyik nagy felfedezése.”[2]
- Szarka Károly (dunszt.sk): a portál kritikusa a Bontást találta a legjobb írásnak, de az erények sorolása után megjegyzi: „Mintha Moesko nem elégedett volna meg az egyszerű szituációkkal: az egyik novellába kell még egy csipetnyi brutalitás (A kutya), egy másiknak meg legyen női én-elbeszélője, ha már az összes többi úgyis férfi volt, és ne egyszerűen külföldön éljen, de legyen leszbikus és vegetáriánus, az édesanyja meg ne csak maradi, hanem idegengyűlölő is (A szél).”[3]
- Szendi Nóra (revizoronline.com) recenziója ehhez hasonlóan állapítja meg: „Ez kissé tablószerűvé teszi a kötet egészét, mintha az alkotó remek dramaturgiai érzékkel jelenetezett történeteihez egy-egy kurrens társadalmi problémát biggyesztett volna, hátha az alapsztori magában kevés.” Hangsúlyozza ugyanakkor a novellák világának életközelségét: „Nincsenek felforgató drámák,… Moesko világára jellemzőbb a csetlés-botlás, mint az elidegenedés, a pasztellárnyalatok és a derengő félhomály a reménytelen sötét helyett… A kötet nem a szeretet hiányáról, inkább kimutatásának nehézségeiről szól.”[4]
- Szántai Márk (Tiszatáj): „Moesko Péter első novelláskötete kiérlelt, meggyőző bemutatkozás. Az eddigi fogadtatás egyértelműen pozitív, ugyanakkor, hozzá kell tenni, nem túl bőséges… Moesko a kötet tanúsága szerint elsősorban a kisformákban jeleskedő prózaíró. A hosszabb elbeszélések (például a Samu háza) ugyanis olykor a túlírtság érzetét keltik, szemben azokkal a néhány oldalas szövegekkel, amelyek rövid, pontosan eltalált mondataik révén kiváló ritmusban építkeznek.[5]
- „Mostantól egy íróval több van a mai magyar irodalomban. Nagy szavak, megfontoltam, vállalom.” – így kezdi elismerő kritikáját az Élet és Irodalomban Károlyi Csaba. „Látszólag "realista" történetek ezek, sőt majdnem hiperrealisták. Ismerősek a helyszínek, a szereplők, a vidéki Magyarország néha esendő, néha gyámoltalan, de mégiscsak valahogy életben maradó figurái… Az ábrázolásmód profi. Sejtetések, előreutalások, finom jellemrajzok, elképesztően jó elejtett mondatok járják át a klasszikusan megformált elbeszéléseket.”[6]
- Az ÉS-kvartett négy irodalmár-résztvevője egyetértett abban, hogy a Megyünk haza „kiemelkedően jó első kötet”. Központi motívuma a család veszendősége – Szolláth Dávid megfogalmazása –, és az író „tud teljesen eredeti módon nyúlni a témához.” Deczki Sarolta szerint „a legnagyobb titka ezeknek a novelláknak a rafinált egyszerűség”, ugyanakkor szintén a túlzott tablószerűségükről beszélt. Visy Beatrix a „jól megírt, tudatosan felépített novellák” stílusát, atmoszféráját dicsérte, de néhány motívum klisészerű ismétlődését hibának tartotta. Károlyi Csaba pedig a lelkes kritikájához hozzátette, hogy „a narrátorhangok eléggé hasonlóak, [és] stilárisan kevésbé vannak egyénítve az elbeszélők.”[7]